# Agnès de Navarre
Agnès de Navarre, née en 1334 et morte le 4 février 1396, est une infante de Navarre et comtesse consort de Foix (1349-1391).

## Biographie
Agnès de Navarre est la fille de Philippe III, roi de Navarre et de Jeanne II de Navarre. Par son père, elle descend du prince Louis, comte d'Évreux et de Marguerite d'Artois, tous deux descendant de la dynastie capétienne française. Par sa mère, elle descend de Louis X le Hutin, roi de France et de Navarre et de Marguerite de Bourgogne. Sa mère est reine de Navarre de 1328 à 1349. Elle est la sœur cadette du roi de Navarre Charles II. Agnès de Foix a été l'élève de Guillaume de Machault . Le poète avait été recueilli par Jeanne de Navarre, la mère d'Agnès. 
Le 5 juillet 1349, elle épouse à Paris Gaston III de Foix-Béarn, comte de Foix. De cette union naissent plusieurs enfants, dont survécut Gaston de Foix-Béarn (mort en 1381). Il épouse Béatrice d'Armagnac, fille de Jean II d'Armagnac (v. 1333-1384), mais il n'a pas de descendance. Selon le récit de Froissart, lors d'une dispute avec son frère Jean de Béarn, ce dernier découvre dans sa pelisse une bourse avec une poudre qui, donnée à un lévrier, se révèle être un poison. Ce serait son propre père, toujours selon Froissart, qui l'aurait involontairement tué alors qu'il se laissait mourir de faim, à la suite d'une dispute dans sa prison. Cependant il n'existe aucun témoignage direct de ce meurtre filial et le récit de Froissart présente des invraisemblances.
Le mariage n'est pas heureux, Gaston de Foix est infidèle, et il va prendre son épouse en haine à cause d'une rançon à verser pour son beau-frère. Après la mort de son fils, Agnès se réfugie à la cour de Jeanne de Bourbon.

## Œuvre poétique
Poésies d'Agnès de Navarre-Champagne, dame de Foix A. Aubry, 1856 (Lire en ligne sur Gallica)